# BLU Bundesverband Lohnunternehmen

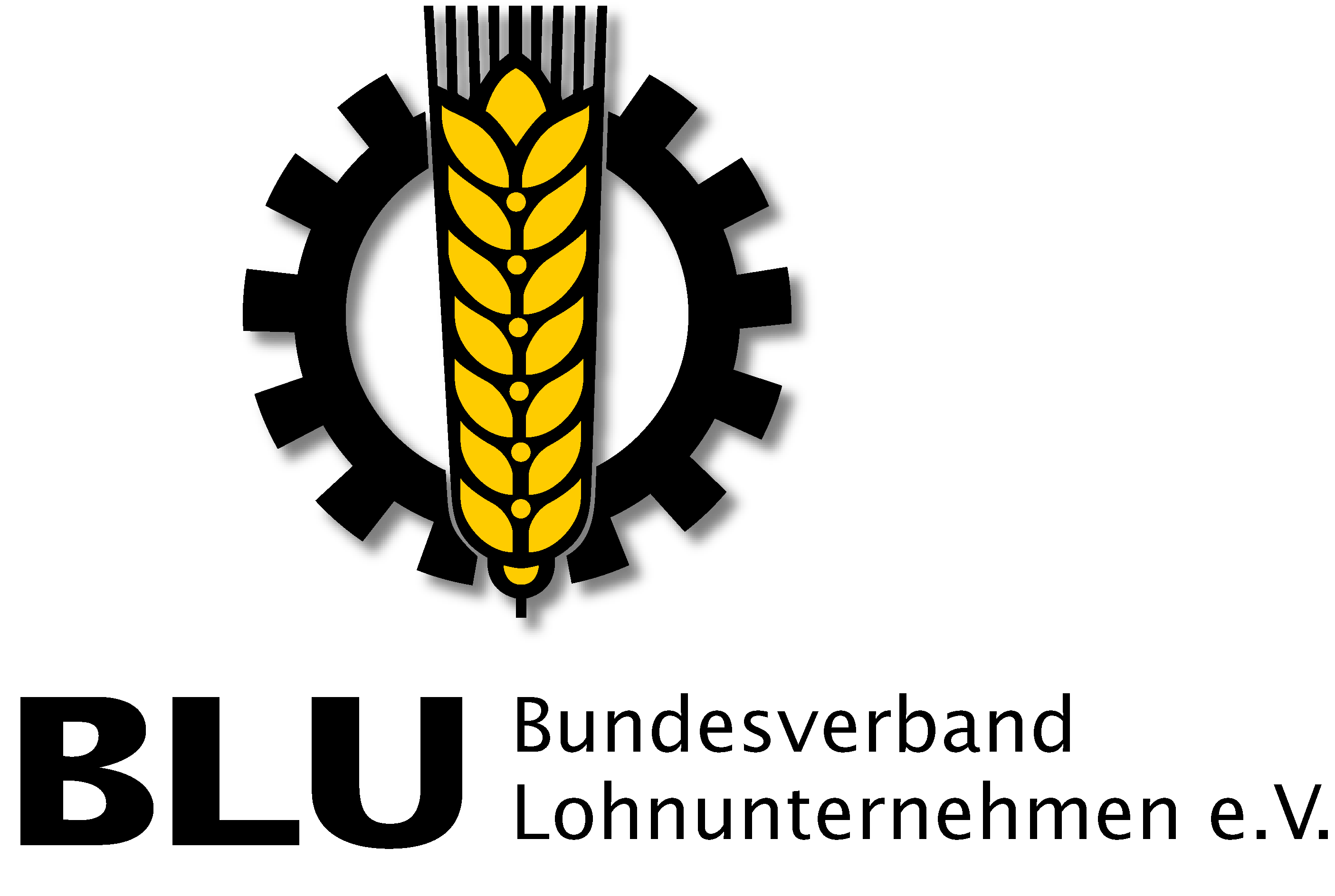
Logo BLU Bundesverband Lohnunternehmen e. V.

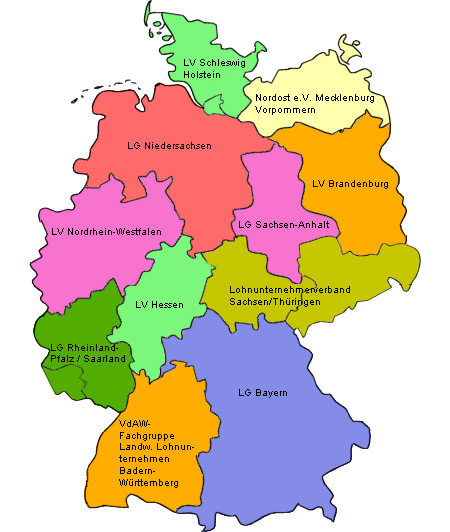
Landesverbände und Landesgruppen des BLU

Der BLU Bundesverband Lohnunternehmen e. V. ist die gemeinsame Interessenvertretung der Lohnunternehmen in Deutschland. Rund 2.000 Lohnunternehmen mit ihren 30.000 Mitarbeitern aus 12 Landesverbänden und -gruppen sind im BLU organisiert. Schwerpunkte der Verbandsarbeit sind neben der politischen Interessenvertretung und der Etablierung des Berufsstandes, vor allem die Dienstleistungen für Mitglieder wie Beratung (juristisch, betriebswirtschaftlich und technisch), fachliche Information und Weiterbildung. Die Geschäftsstelle des BLU hat ihren Sitz in Wunstorf bei Hannover.

## Aufgaben des Verbandes
- fachliche, technische und wirtschaftliche Betreuung
- Information der Mitgliedsbetriebe
- Förderung des Erfahrungsaustausch untereinander
- Förderung von Beruf und Bildung
- Zusammenarbeit mit Behörden, Dienststellen, wissenschaftlichen Einrichtungen, Ministerien und Verbänden auf Bundes- und Landesebene
- Beratung der Mitglieder bei Gesetzen, Verordnungen, Erlassen und Vorschriften
- Vertretung der Interessen der Mitglieder in Fragen des Arbeits- und Tarifrechts

## Landesgruppen und Landesverbände
Der Bundesverband Lohnunternehmen ist die Dachorganisation der insgesamt 12 Landesverbände und Landesgruppen der Lohnunternehmer in Deutschland. In den Stadtstaaten Berlin, Bremen und Hamburg gibt es nur wenige Lohnunternehmer. Die dort ansässigen Betriebe werden von den benachbarten Landesverbänden betreut. Rheinland-Pfalz und Saarland bilden gemeinsam eine Landesgruppe. Auch die Lohnunternehmer in den Bundesländern Bayern, Niedersachsen und Sachsen-Anhalt sind in Landesgruppen im BLU organisiert. Die Bundesländer Hessen und Nordrhein-Westfalen haben eigenständige Landesverbände, werden aber über die BLU-Geschäftsstelle in Wunstorf betreut. In Brandenburg und Schleswig-Holstein werden die Lohnunternehmer von hauptamtlich geführten Landesverbänden betreut. In Baden-Württemberg sind die Lohnunternehmer als Fachgruppe dem Verband der Agrargewerblichen Wirtschaft (VdAW) in Stuttgart angeschlossen. Die Bundesländer Sachsen, Thüringen und Mecklenburg-Vorpommern sind in Fachgruppen in agrargewerblichen Organisationen eingebunden.

## Der Junge BLU
Der Junge BLU ist eine Fachgruppe mit einer kooperativen Einzelmitgliedschaft im BLU. Er spricht Betriebsnachfolger, Mitarbeiter und Personen aus dem direkten Umfeld der Mitgliedsbetriebe von 16 bis 35 Jahren an. Der Junge BLU ist somit die eigenständige Organisation für alle Nachwuchskräfte und hat die spezielle Förderung der Jugend zum Ziel.

## Berufsbild „Lohnunternehmer“
Das Berufsbild der Lohnunternehmer heißt seit 2005 Fachkraft Agrarservice. Der Beruf steht gleichberechtigt neben 13 anderen Grünen Berufen und erlebt seit dem Startschuss eine stetige Aufwärtsbewegung. In einer Kooperation arbeiten BLU, die Landwirtschaftskammern und die zuständigen Stellen der Bundesländer mit den Ausbildungsbetrieben und Berufsschulen zusammen und stellen die notwendige hohe Qualität der Ausbildung sicher.
Agrarservicemeister ist ein staatlich anerkannter Fortbildungsabschluss, der sich vor allem an Führungskräfte in landwirtschaftlichen Lohnunternehmen richtet. Aufbauend auf die Ausbildung zur Fachkraft Agrarservice, können sich Betriebsleiter und Mitarbeiter in zwei Wintersemestern zum Agrarservicemeister fortbilden. Ziel der Meisterausbildung ist, dass sich die Meisteranwärter mit den betriebswirtschaftlichen Kennzahlen des Unternehmens auseinandersetzen und diese entsprechend auswerten können. Im Vordergrund stehen dabei die Analyse und entsprechende Einschätzung der unternehmerischen Zusammenhänge eines Betriebes.